# Ines Zenhäusern
Ines Zenhäusern (1978) è un'ex sciatrice alpina svizzera.

## Biografia
In Coppa Europa la Zenhäusern esordì il 27 gennaio 1996 a Krieglach in slalom speciale (46ª), ottenne il miglior piazzamento il 18 febbraio 2001 a Krompachy Plejsy in slalom gigante (8ª) e prese per l'ultima volta il via l'11 marzo 2003 a Piancavallo in slalom speciale, senza completare la prova. Si ritirò al termine di quella stessa stagione 2002-2003 e la sua ultima gara fu uno slalom speciale FIS disputato il 13 aprile a Sils im Engadin; non debuttò in Coppa del Mondo né prese parte a rassegne olimpiche o iridate.

## Palmarès

### Coppa Europa
- Miglior piazzamento in classifica generale: 76ª nel 2000

### Campionati svizzeri
- 1 medaglia:
  - 1 argento (slalom speciale nel 2001)